# چرخه استرلینگ
چرخه استرلینگ(به انگلیسی: Stirling cycle) یک چرخه ترمودینامیکی می‌باشد. این شامل موتور استرلینگ اولیه می‌باشد که در سال ۱۸۱۶ توسط رابرت استرلینگ با همکاری برادرش، طراحی و ساخته شد.
چرخه برگشت پذیر می‌باشد، بدین معنی که اگر با کار مکانیکی تغذیه شود، می‌تواند به عنوان پمپ حرارتی یا یخچال عمل کند. سیکل به عنوان یک چرخه بسته همراه با بازیافت با سیال عامل گازی تعریف می‌شود. چرخه بسته به این معنی می‌باشد که سیال عامل به صورت همیشگی درون سیستم ترمودینامیکی بوده و از آن خارج نمی‌شود. این چرخه همچنین در رده موتورهای احتراق خارجی دسته‌بندی می‌شود. 
بازیافت مربوط به استفاده از یک مبدل حرارتی داخلی می‌باشد که بازدهی حرارتی سیستم را افزایش می‌دهد.

## شرح فرایند

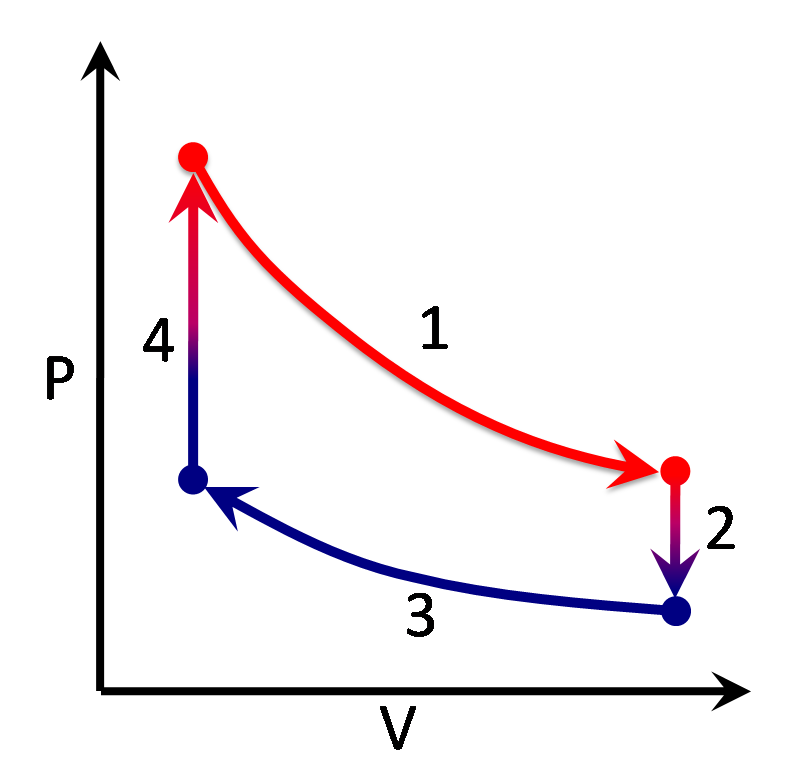
نمودار فشار بر حسب حجم برای چرخه استرلینگ

چرخه استریلینگ همانند دیگر چرخه‌های حرارتی دارای چهار فرایند اصلی می‌باشد: 
با این حال، این فرایندها، به صورت جداگانه اتفاق نمی‌افتد، اما گذار از این حالات با هم همپوشانی دارند.
چرخه ایده‌ال استرلینگ از چهار فرایند تشکیل شده‌است:
1. انبساط هم‌دما. فضای انبساط از خارج حرارت داده می‌شود، و سیال عامل یک فرایند انبساط تقریباً همدما را طی می‌کند.
2. گرفتن دمای حجم ثابت. گاز از بازیافت حرارتی می‌گذرد، در تنیجه سرد شده، و گرمای خود را به بازیافت داده تا در مرحله بعدی چرخه مورد استفاده قرار گیرد.
3. تراکم هم‌دما. محفظه تراکم سرد شده، در نتیجه گاز یک فرایند تقریباً همدما را طی می‌کند.
4. دادن حرارت در حجم ثابت. هوای متراکم شده از بازیافت عبور داده شده و گرما می‌گیرد و وارد محفظه انبساط می‌شود.[۲] [۳][۴]

## جستار های وابسته
- چرخه ترمودینامیکی